# Ronny Wabia
Ronny Wabia, född 23 juni 1970, är en indonesisk före detta fotbollsspelare. Wabia spelade som anfallare och gjorde två mål för Indonesien i Asiatiska mästerskapet 1996.